# Sainte-Rose, Guadeloupe
Sainte-Rose là một xã ở tỉnh Guadeloupe. Đây là đô thị lớn thứ nhì ở Guadeloupe về mặt diện tích, sau Petit-Bourg. Sainte-Rose nằm ở bên bờ của đảo Basse-Terre. 
Dân số theo điều tra năm 1999 là 17.605 người.